# Compiano
Compiano é uma comuna italiana da região da Emília-Romanha, província de Parma, com cerca de 1.096 habitantes. Estende-se por uma área de 37 km², tendo uma densidade populacional de 30 hab/km². Faz fronteira com Albareto, Bardi, Bedonia, Borgo Val di Taro, Tornolo.
Faz parte da rede das Aldeias mais bonitas de Itália.

## Demografia
| Variação demográfica do município entre 1861 e 2011                               |
|                                                                                   |
| Fonte: Istituto Nazionale di Statistica (ISTAT) - Elaboração gráfica da Wikipedia |